# Pli semi-lunaire de la conjonctive
 Le pli semi-lunaire (Plica semilunaris) est un petit pli de la conjonctive bulbaire située du côté de l'angle interne de l'œil. Son mouvement est lié à l'orbite de l’œil et non au mouvement des paupières. Il favorise le drainage lacrymal via le sac lacrymal et permet une plus grande rotation du globe oculaire, car sans le pli semi-lunaire, la conjonctive serait attachée directement au globe oculaire, limitant les mouvements. Le pli semi-lunaire est l'organe homologue de la membrane nictitante (la « troisième paupière ») qui sert à la protection de l'œil chez certains animaux tels que les oiseaux, les reptiles et les poissons. La membrane nictitante est cependant rare chez les mammifères, elle est présente principalement chez les monotrèmes et les marsupiaux. Les muscles associés au pli semi-lunaire chez l'humain sont considérés comme vestigiaux. Une seule espèce de primate, le Calabar angwantibo, possède une membrane nictitante fonctionnelle.
Les allergies oculaires peuvent provoquer une inflammation du caroncule lacrymal et du pli semi-lunaire en raison de la libération d'histamine dans ces tissus conduisant à de vives démangeaisons.